# سعود مختار الهاشمي
سعود مختار الهاشمي  هو داعية ومفكر إسلامي يرجع نسبه إلى بني هاشم، ولد في شهر ربيع الأول من عام 1384 هـ مايو 1964 في مدينة جدة بمنطقة مكة المكرمة، حاصل على درجة الدكتوراه في طب الأسرة والمجتمع. يُعتبر أحد المعتقلين السياسين ولا يزال رهن الاعتقال في سجن ذهبان في السعودية منذ الثاني من فبراير 2007 ترجع أسباب الاعتقال إلى نشاطه البارز في الحياة السياسية والدعوية، حيث تميز الهاشمي بالجرأة عندما كان خطيب بجامع عثمان بن عفان حتى منع من الخطابة عام 2005 .
تحصل على شكر خاص من وزير الإعلام فؤاد بن عبد السلام الفارسي بتوصيه من الأمير نايف بن عبد العزيز آل سعود لمساعدته في حملة جمع التبرعات للشعب العراقي خلال حرب العراق، كانت هذه أحد التهم الموجه له بعد اعتقاله.
متزوج وله 9 أبناء، معتقل منذ 2007.

## النسب
نسب سعود الهاشمي: هو سعود بن حسن بن محمد بن عباس بن مختار بن رضا بن فخر الدين بن نور الدين بن علوي بن يحيى بن زين العابدين بن حسين بن نور الدين بن إسماعيل بن محمد بن الحسين بن أحمد بن عبد الله بن منصور بن أحمد بن محمد الصائغ بن محمد بن أحمد بن محمد بن أبي الحسين بن أبي القاسم بن سعد الله بن حمزة القصير بن علي بن محمد أبي السعادات بن عبد الله بن محمد أبو الحرث بن علي أبو الحسن بن أبو الطاهر عبد الله بن أبو الحسن محمد المحدث بن أبو الطيب طاهر بن الحسين القطعي بن موسى أبو سبحة بن إبراهيم المرتضى بن الإمام موسى الكاظم بن الإمام جعفر الصادق بن الإمام محمد الباقر بن الإمام علي زين العابدين بن الإمام الشهيد الحسين بن الإمام أمير المؤمنين علي بن أبي طالب - رضي الله عنه وكرم الله وجهه.

## طلب العلم
تخرج الهاشمي كطبيب عام بدرجة امتياز عام 1409 هـ 1988 م من جامعة الملك عبد العزيز بجدة، ثم حصل على درجة الدكتوراه في تخصص طب الأسرة والمجتمع عام 1414 هـ 1993 م من جامعة الملك فيصل بالخبر. تعلم الهاشمي العلوم الشرعية من الشيخ عبد العزيز بن باز والشيخ سفر الحوالي والشيخ ناصر العمر وغيرهم، وذلك بدروس متفرقة وحلقات متنوعة منذ أن كان شاباً كما قرأ ودرس كثيرًا من الكتب في شتى العلوم الشرعية والتاريخ الإسلامي حتى أصبحت القراءة هوايته المفضلة.

## الخبرات العملية
1. عضو هيئة التدريس بجامعة الملك عبد العزيز بجدة.

| 1. استشاري طب الأسرة بمستشفى الملك عبد العزيز بجدة. 2. استشاري طب الأسرة بمستشفى الملك فيصل التخصصي ومركز الأبحاث بجدة. 3. مدير التدريب بمستشفى الملك فيصل التخصصي بجدة. 4. رئيس لجنة برامج تأهيل الشباب السعودي بمستشفى الملك فيصل التخصصي بجدة. 5. رئيس لجنة خدمة العملاء بمستشفى الملك فيصل التخصصي بجدة. 6. عمل مستشار سابق في العيادات العامة ER بالمستشفى العسكري بتبوك. 7. عمل مستشار سابق بمستشفى الحرس الوطني بجدة. 8. عمل مستشار سابق بشعبة طب الأسرة في الرعاية الأولية بالمستشفى العسكري بتبوك. 9. عمل مستشاراً لمعالي وزير الصحة أثناء فترة حج عام 1418 هـ. | 1. عضو الجمعية السعودية لطب الأسرة والمجتمع. 2. عضو الجمعية العالمية لأطباء الأسرة. 3. عضو جمعية أساتذة طب الأسرة الأمريكية. 4. عضو الجمعية العربية للموارد البشرية والإدارية. 5. عضو المجلس السعـــودي للجودة. |

### أخرى
1. أشرف على عدة رسائل دكتوراه في مجال تخصصه.
2. عمل محرراً للنشرة التابعة لمجلة الممارس البريطانية.
3. عمل مدير عام النخبة للتدريب والتنمية منذ عام 1418 هـ.
4. ألقى عدداً من الأبحاث العلمية المحكمة في مؤتمرات محلية وأخرى خارجية.
5. شارك وحضر دورات في دول مختلفة منها الولايات المتحدة.
6. ألقى عدداً من الدورات التدريبية في المجالات الطبية ومجالات التطوير الأخرى (في الاتصال واستخدام الحزم الإحصائية وإعداد وتصميم المواد والحقائب التدريبية وفي مجال تخصصه الدقيق في الطب الصناعي النفسي).

## النشاط السياسي والاجتماعي

### علاقة الهاشمي بالحكومة السعودية
كان للهاشمي اتصال مع بعض الشخصيات المعروفة في الحكومة فقد كان يراسلهم كلما أتيحت له الفرصة ودعت الحاجة، وقد أعد دراسة بعد الغزو الأمريكي للعراق عن ضرورة قيام الدولة بعمل خطة إنقاذ طوارئ شعبية. كما كان للهاشمي حضور في مؤتمر الفكر العربي الذي تنضمه مؤسسة الفكر العربي والذي يشرف عليه الأمير خالد الفيصل، وكان حريصاً على المشاركة لإيمانة بالتعددية، وكان له لقاءات شخصية مع الأمير خالد الفيصل، كما شارك الهاشمي في حلقات الحوار الوطني هذا غير اتصالاته الشخصية مع العديد من الشخصيات الحكومية.

### الهاشمي والإعلام
كان من أحد أسباب شهرة سعود الهاشمي الكبيرة حضوره الإعلامي وبالذات في قناة الجزيرة حيث شارك الهاشمي في عدد من حلقات الاتجاه المعاكس كما شارك في التلفزيون السعودي وقناة المستقلة والكثير من القنوات الإعلامية الأخرى. وفي الصحافة كان للهاشمي مقال أسبوعي في جريدة المدينة بعنوان لسع وعسل. كان الهاشمي من المؤمنين بضرورة اختراق حواجز الإعلام وكسب عقول وقلوب المتابعين لصالح قضايا العدل والحقوق.

## اعتقاله
تم اعتقال سعود الهاشمي في 15 محرم 1428 - 2 فبراير 2007 مع 9 آخرين هم المحامي سليمان الرشودي والدكتور عبد العزيز الخريجي والشيخ موسى القرني والدكتور عبد الرحمن الشميمري وسيف آل غالب غالب الشريف وفهد القرشي والأستاذين عبد الرحمن صديق خان وعصام بصراوي في استراحة سارة بمدينة جدة وكانت الشخصيات العشرة مجتمعة من أجل صياغة بيان إصلاحي يوجه للملك يطالبون فيه ببعض الحقوق للشعب السعودي.
بعض الشخصيات كالشيخ ناصر العمر ومحمد العريفي والدكتور يوسف الأحمد وقعت على بيان أرسل بالسر لوزير الداخلية يدافعون عن العشرة ويرجون الحكومة الإفراج عنهم، كان هناك زيارات شخصية من بعض المعروفين للحكومة للتوسط في قضيتهم.
حكم على الهاشمي في نوفمبر 2012 أي بعد 5 سنوات من السجن بموجب تلك الاتهامات بثلاثين سنة سجن ومنع من السفر ثلاثين سنة ومليونين ريال غرامة ولم يشرع في محكمة الاستئناف حتى الآن، قضى ثلاث سنوات من حكمه في السجن الانفرادي كما تم منعه من زيارة أهله لأكثر من سنتين ثم سمحت الزيارة له مرة في الشهر، وقد تردت حالته الصحية في السجن وأجريت له عمليتين جراحيتين خلال اعتقاله نظراً للظروف الصحية المتردية.